# Rahimberdi Baltaýew
Rahimberdi Baltayev (tiếng Turkmen: Rahimberdi Baltaýew; sinh ngày 16 tháng 6 năm 1986) là một cầu thủ bóng đá Turkmenistan thi đấu cho câu lạc bộ Turkmenistan FC Ashgabat. Anh là thành viên của đội tuyển quốc gia Turkmenistan từ năm 2012.

## Sự nghiệp câu lạc bộ
Năm 2013 anh thi đấu ở Giải bóng đá ngoại hạng Azerbaijan cho Kapaz PFK.